# Chasing the Moon
Chasing the Moon er en amerikansk stumfilm fra 1922 af Edward Sedgwick.

## Medvirkende
- Tom Mix som Dwight Locke
- Eva Novak som Jane Norworth
- William Buckley som Milton Norworth
- Sid Jordan som Velvet Joe
- Elsie Danbric som Sonia
- Wynn Mace som Albert